# لورینه ژنست
لورینه ژنست (فرانسوی: Lauriane Genest‎؛ زادهٔ ۲۸ مهٔ ۱۹۹۸) دوچرخه‌سوار زن اهل کانادا است.
وی در مسابقات کشوری و بین‌المللی در مجموع برندهٔ ۲ مدال طلا، ۱ مدال نقره، ۲ مدال برنز شده‌است.